# موليبدات الليثيوم
 موليبدات الليثيوم  مركب كيميائي له الصيغة Li2MoO4، ويكون على شكل مسحوق بلوري أبيض.

## الخواص
- ينحل موليبدات الليثيوم بشكل جيد في الماء البارد.[3] وقد وجد أن الامتزاج بين الماء و ن-بوتانول يقل عند ازدياد تركيز موليبدات الليثيوم في الوسط المائي.[4]
- يتميز موليبدات الليثيوم بخاصة استرطاب جيدة نسبياً.

## التحضير
يحضر موليبدات الليثيوم من تفاعل أحادي هيدرات هيدروكسيد الليثيوم LiOH·H2O مع أكسيد الموليبدنوم السداسي MoO3 عند درجة حرارة الغرفة. يمكن التحضير إما في المحاليل المائية أو بالحالة الصلبة، ووجد أن جزيء الماء البلوري في أحادي الهيدرات هو الذي يحرك عملية التحضير السريعة، بدليل فشل عملية التحضير باستخدام هيدروكسيد الليثيوم اللا مائي.

## الاستخدامات
- تستخدم معقدات موليبدات الليثيوم العضوية في تحفيز تفاعل بلمرة الستايرن بوجود هاليدات بنزيلية، [6] ويجري التفاعل بآلية جذرية مضبوطة.
- يستخدم كمانع للتآكل في بعض أنظمة تبريد وتكييف الهواء.